# Khenpotshang Rinpoche
| Tibetische Bezeichnung                            |
| ------------------------------------------------- |
| Wylie-Transliteration: mkhan po tshang rin po che |
| Chinesische Bezeichnung                           |
| Vereinfacht: Kanbucang huofo                      |
| Pinyin:堪布仓活佛                                 |

Khenpotshang Rinpoche (tib. mkhan po tshang rin po che) ist  der Titel des Vertreters einer der vier großen Inkarnationsreihen des Gelugpa-Klosters Chakhyung (tib. bya khyung dgon pa) im Autonomen Kreis Hualong (Bayen) der Hui von Haidong in der chinesischen Provinz Qinghai (ca. 95 km von Xining). Bis heute gibt es insgesamt sechs Vertreter der Reihe.
Der sechste Vertreter war Gendün Lungtog Rabgye (dge 'dun lung rtogs rab rgyas; 1895–1952).

## Liste der Khenpotshang Rinpoches
| # | Name                            | Lebensdaten   |
| - | ------------------------------- | ------------- |
| 1 | Yeshe Gyatsho                   | ca. 1650-1710 |
| 2 | Ngawang Khedrub Gyatsho         | 1711-1774     |
| 3 | Ngawang Jamyang Tendzin Gyatsho | 1775-?        |
| 4 |                                 |               |
| 5 |                                 |               |
| 6 | Gendün Lungtog Rabgye           | 1895-1952     |